# Shawn Mendes
Shawn Peter Raul Mendes (Pickering, Ontario; 8 de agosto de 1998) es un cantante, compositor, músico y modelo canadiense. Ganó seguidores en 2013, cuando publicó versiones de canciones en la plataforma de intercambio de videos Vine. Al año siguiente, captó la atención del mánager artístico Andrew Gertler y del A&R de Island Records Ziggy Chareton, lo que lo llevó a firmar un contrato con la discográfica. El EP debut homónimo de Mendes fue lanzado en 2014, seguido de su álbum de estudio debut, Handwritten, en 2015. Handwritten debutó en la cima del US Billboard 200, convirtiendo a Mendes en uno de los cinco artistas en debutar en el número uno antes de los 18 años. El sencillo «Stitches» alcanzó el número uno en el Reino Unido y el top 10 en los Estados Unidos y Canadá.
El segundo álbum de Mendes, Illuminate (2016), también debutó en el número uno en los Estados Unidos, con sus sencillos «Treat You Better» y «There's Nothing Holdin' Me Back» alcanzando el top 10 en varios países. Su tercer álbum de estudio homónimo (2018) fue respaldado por el sencillo principal «In My Blood». El debut número uno del álbum en los Estados Unidos convirtió a Mendes en el tercer artista más joven en lograr tres álbumes en el número uno. En 2019, lanzó los exitosos sencillos «If I Can't Have You» y «Señorita», siendo este último el número uno en el US Billboard Hot 100. Su cuarto álbum de estudio, Wonder (2020), lo convirtió en el artista masculino más joven en encabezar el Billboard 200 con cuatro álbumes de estudio.
Entre sus logros, Mendes ha ganado 13 premios SOCAN, 10 premios MTV Europe Music Awards, ocho premios Juno, ocho premios iHeartRadio MMVAs, dos premios American Music Awards y recibió tres nominaciones para un Grammy y una nominación para un Brit Award. En 2018, la revista Time lo nombró una de las 100 personas más influyentes del mundo en su lista anual.

## Primeros años
Shawn Peter Raul Mendes nació en Pickering, Ontario, el 8 de agosto de 1998, hijo de madre inglesa, Karen (de soltera Rayment), y padre portugués, Manuel Mendes. Su madre es agente de bienes raíces, mientras que su padre es empresario originario del Algarve, que vende suministros para bares y restaurantes en Toronto. Tiene una hermana menor llamada Aaliyah. Creció en una familia religiosa y jugó al fútbol juvenil con Pickering FC. Mendes se graduó de la Escuela Secundaria Pine Ridge en junio de 2016, donde practicó hockey sobre hielo y fútbol, se unió al coro de su escuela secundaria y perfeccionó su presencia en el escenario en clases de actuación (interpretando en un momento al Príncipe Encantador). También audicionó para Disney Channel en Toronto.

## Carrera musical

### Revelación yHandwritten(2014-15)
En 2012, Mendes aprendió a tocar la guitarra por sí mismo a través de YouTube. Recuerda que «Hey, Soul Sister», de Train, fue uno de los primeros temas con los que aprendió a tocar acordes en la guitarra. A mediados de 2013, comenzó a publicar en Vine videoclips de canciones versionadas, y en agosto del mimo año, cuando subió una versión acústica de «As Long as You Love Me», de Justin Bieber, se hizo popular en la aplicación. El vídeo obtuvo muchas visualizaciones y a partir de ello el artista ganó una cuantiosa cantidad de seguidores en pocos meses. Un mes después de su primera aparición en Vine, llevó a cabo su primer concierto en Toronto ante seiscientas personas. Cuenta que cuando inició, solo lo hacía por diversión, pero después de darse cuenta de que nadie más utilizaba la red social para mostrar sus habilidades para el canto, vio una gran oportunidad y decidió dedicarse a ello. Creó una fuerte relación con sus seguidores y en ocasiones les pedía sugerencias de canciones para interpretar.
En enero de 2014, Andrew Gertler, un representante que trabajó para una división de Warner Music Group, miró el programa de televisión The Voice y escuchó «Say Something», de A Great Big World. A Gertler le pareció que «Say Something» era un tema interesante de versionar, por lo que entró en YouTube en búsqueda de ellas, y descubrió la versión de Mendes, que contaba con muchas visualizaciones. Gertler quedó fascinado con el talento del artista y sobre todo por su notoriedad en dicho medio social, por lo que se contactó con madre de Mendes. El mánager mostró el videoclip a su amigo y encargado de A&R de Island Records, Ziggy Chareton, y convenció a los padres de Mendes para llevarlo a la sede de Island en Nueva York para reunirse con el presidente del sello, David Massey. Otros sellos como Atlantic, RCA, Republic, Warner estaban interesados en él, pero decidió firmar un contrato de grabación con Island en junio de 2014, ya que se sintió cómodo con la discográfica y realmente conectado con Massey. Antes de firmar su contrato discográfico, Mendes se embarcó en una gira musical como un miembro de MagCon Tour junto a otros artistas jóvenes y famosos usuarios de redes sociales.
El 26 de junio de 2014, el sello publicó el sencillo debut del intérprete, «Life of the Party», en iTunes y dentro de las 24 horas, había sobrepasado las 100 000 unidades vendidas. La canción entró en el puesto 24 del Billboard Hot 100 de Estados Unidos en su primera semana sin ningún tipo de promoción radial, y fue un hito en la referida lista al debutar entre las veinticinco principales, por la edad del artista, quien para ese entonces tenía quince años y también por la cantidad de ejemplares vendidos en una semana para un sencillo debut. Asimismo, tuvo éxito en el país natal del intérprete al obtener la número 9 del Canadian Hot 100. Cuatro días después de haber puesto en venta «Life of the Party», Mendes realizó una presentación en el Times Square. El 28 de julio de 2014, salió a venta su primer EP homónimo, que entró en la posición 5 del Billboard 200 de Estados Unidos y de la lista de álbumes de Canadá respectivamente. Entre finales de julio y septiembre de 2014, Mendes actuó como un telonero de la gira de Austin Mahone por Norteamérica. Mendes ganó el galardón mejor estrella web de música en los Teen Choice Awards 2014, y para agosto de 2014, Mendes era el tercer artista musical con más seguidores en Vine.
El 14 de abril de 2015, Mendes publicó su primer álbum de estudio Handwritten, que en su primera semana entró en el puesto 1 de la lista de éxitos Billboard 200; vendió más de 370 000 unidades en los Estados Unidos, y en reconocimiento a sus ventas en referido territorio, la Recording Industry Association of America (RIAA) le otorgó la certificación de platino. El tercer sencillo del álbum, «Stitches», alcanzó el puesto número 4 en la Billboard Hot 100, y pasó a ser el primer tema de Mendes que ingresó a las diez principales en los Estados Unidos, donde vendió más de 2.3 millones de copias y recibió la certificación discográfica de triple platino por la RIAA. «Stitches» entró en la número uno de en la lista de sencillos de Reino Unido, y para de 2016 había vendido más de un millón de copias. Mendes sirvió como acto de apertura para la etapa norteamericana de la gira musical The 1989 World Tour de Taylor Swift. Apareció como uno de los veinticinco adolescentes más influyentes de 2014 y 2015 de la revista Time, y en 2016, hizo su primera aparición en la lista «30 Under 30» de los músicos jóvenes más exitosos de Forbes.
En noviembre de 2015, Mendes estrenó una reedición de su álbum debut titulado Handwritten Revisited, que consta de todas las canciones álbum original, algunas de ellas interpretadas en vivo y cuatro temas nuevos, incluyendo el sencillo «I Know What You Did Last Summer» que cuenta con la participación vocal de Camila Cabello, de Fifth Harmony. La canción obtuvo la número 20 en la Hot 100 de Billboard; ellos realizaron una puesta en escena del tema en los People's Choice Awards de 2016, donde Mendes ganó el premio artista nuevo favorito. En marzo de 2016, inició su segunda gira musical Shawn Mendes World Tour por Estados Unidos y Canadá, y también realizó presentaciones Europa. En 2015, estuvo nominado al premio Juno como artista revelación del año  y en los MTV Europe Music Awards 2015 ganó los galardones mejor artista nuevo y mejor artista push.

### Illuminate(2016)
A inicios de junio de 2016, Mendes lanzó «Treat You Better» como el sencillo líder de su segundo trabajo discográfico Illuminate, y se convirtió en su segundo tema entre las diez principales en la lista de éxitos Billboard Hot 100.

### Shawn Mendes(2018)
El 25 de mayo de 2018, casi dos años después de su último lanzamiento, Mendes lanzó su tercer álbum de estudio, Shawn Mendes. El álbum cuenta con una lista de 14 canciones, incluyendo los 5 sencillos. Gracias a este álbum, el artista logró sus dos primeras nominaciones a los Premios Grammy, el reconocimiento más importante de la música, en la versión de 2019, en las categorías "Canción del año", por «In My Blood», y "Mejor álbum vocal de pop".
El 26 de junio de 2019, el canadiense saca el sencillo «Señorita», con un videoclip muy sensual, que alcanza el éxito mundial, junto a la también cantante Camila Cabello; tiempo más tarde ambos confirmaron que son pareja sentimental.

### Shawn(2024)
En marzo de 2024, Mendes anunció su primera actuación en solitario desde la cancelación de Wonder: The World Tour. Tras hacer apariciones sorpresa con Ed Sheeran, Noah Kahan y Niall Horan durante su pausa, reveló que encabezaría el festival Rock in Rio en solitario el 22 de septiembre. En el mismo anuncio, compartió que estaba trabajando en su quinto álbum de estudio y expresó su entusiasmo por interpretar las nuevas canciones en vivo. El 31 de julio, desveló el título del álbum, Shawn, y su fecha de lanzamiento, el 18 de octubre. Dos sencillos del álbum, «Why Why Why» e «Isn't That Enough» fueron lanzados el 8 de agosto, día de su cumpleaños.

## Influencias
Cuenta que en su infancia fue influenciado por el reggae que sus padres solían escuchar. Asimismo, recuerda siempre oían obras de Led Zeppelin, música country y Garth Brooks. En 2015, comentó que sus principales influencias para ese entonces eran John Mayer y Ed Sheeran.

## Vida privada
Mendes reside en el centro de Toronto. Comenzó a salir con la cantante cubano-estadounidense Camila Cabello en julio de 2019. Su relación generó controversia, ya que ambos fueron acusados de intentar comenzar una relación por publicidad, pero Mendes insistió en que «definitivamente no era una estrategia publicitaria». La pareja anunció su separación en noviembre de 2021. En cuanto a las especulaciones sobre su sexualidad, dijo: «En primer lugar, no soy gay. En segundo lugar, no debería importar si lo fuera o no. El enfoque debería estar en la música y no en mi sexualidad».
Mendes ha sido abierto sobre sus luchas con la ansiedad, que reveló públicamente en su canción «In My Blood». Dijo: «Hablé con un terapeuta un par de veces. [...] La terapia es lo que funciona para ti. La terapia es escuchar música y correr en la cinta, la terapia es ir a cenar con tus amigos, es algo que te distrae, que te ayuda a sanar, así que depende de lo que creas que es la terapia. Hice un esfuerzo consciente por estar más conectado con las personas en mi vida. Descubrí que me estaba cerrando a todos, pensando que eso me ayudaría a combatirlo, luego me di cuenta de que la única forma de combatirlo era abriéndome por completo y dejando que la gente entre».

## Discografía
- Handwritten (2015)
- Illuminate (2016)
- Shawn Mendes (2018)
- Wonder (2020)
- Shawn (2024)

## Giras musicales
Anfitrión
- ShawnsFirstHeadlines (2014-15)
- Shawn Mendes World Tour (2016)
- Illuminate World Tour (2017)
- Shawn Mendes: The Tour (2019)
- Wonder: The World Tour (2022)

Telonero
- Live on Tour (2014, Austin Mahone)
- The 1989 World Tour (2015, Taylor Swift)

## Premios y nominaciones
| Premiación                          | Año  | Categoría                                | Nominado por                      | Resultado | Ref.            |
| ----------------------------------- | ---- | ---------------------------------------- | --------------------------------- | --------- | --------------- |
| American Music Awards               | 2016 | Artista Nuevo del Año                    | Shawn Mendes                      | Nominado  | [ 50 ]          |
| American Music Awards               | 2017 | Artista Adult Contemporary Favorito      | Shawn Mendes                      | Ganador   | [ 51 ]          |
| American Music Awards               | 2018 | Artista Adult Contemporary Favorito      | Shawn Mendes                      | Ganador   | [ 52 ]          |
| American Music Awards               | 2018 | Artista Social Favorito                  | Shawn Mendes                      | Nominado  | [ 52 ]          |
| American Music Awards               | 2019 | Artista Social Favorito                  | Shawn Mendes                      | Nominado  | [ 53 ]          |
| American Music Awards               | 2019 | Colaboración del Año                     | «Señorita»                        | Ganador   | [ 53 ]          |
| Billboard Music Awards              | 2017 | Mejor Artista                            | Shawn Mendes                      | Nominado  | [ 54 ]          |
| Billboard Music Awards              | 2017 | Mejor Artista Masculino                  | Shawn Mendes                      | Nominado  | [ 54 ]          |
| Billboard Music Awards              | 2017 | Mejor Artista Social                     | Shawn Mendes                      | Nominado  | [ 54 ]          |
| Billboard Music Awards              | 2018 | Mejor Artista Social                     | Shawn Mendes                      | Nominado  | [ 55 ]          |
| Billboard Music Awards              | 2020 | Mejor Artista Radial                     | Shawn Mendes                      | Nominado  | [ 56 ]          |
| Billboard Music Awards              | 2020 | Mejor Canción Hot 100                    | «Señorita»                        | Nominado  | [ 56 ]          |
| Billboard Music Awards              | 2020 | Mejor Colaboración                       | «Señorita»                        | Ganador   | [ 57 ]          |
| BRIT Awards                         | 2019 | Mejor Solista Masculino Internacional    | Shawn Mendes                      | Nominado  | [ 58 ]          |
| Grammy Awards                       | 2019 | Canción del Año                          | «In My Blood»                     | Nominado  | [ 59 ]          |
| Grammy Awards                       | 2019 | Mejor Álbum Vocal de Pop                 | Shawn Mendes                      | Nominado  | [ 59 ]          |
| Grammy Awards                       | 2020 | Mejor Interpretación de Pop de Dúo/Grupo | «Señorita»                        | Nominado  |                 |
| iHeartRadio Much Music Video Awards | 2015 | Mejor Vídeo Pop                          | «Something Big»                   | Nominado  |                 |
| iHeartRadio Much Music Video Awards | 2015 | Vídeo Favorito                           | «Something Big»                   | Ganador   |                 |
| iHeartRadio Much Music Video Awards | 2015 | Artista o Grupo Favorito                 | Shawn Mendes                      | Nominado  |                 |
| iHeartRadio Much Music Video Awards | 2015 | Canadiense más Exitoso                   | Shawn Mendes                      | Nominado  |                 |
| iHeartRadio Much Music Video Awards | 2016 | Vídeo del Año                            | «I Know What You Did Last Summer» | Nominado  | [ 60 ] [ 61 ]   |
| iHeartRadio Much Music Video Awards | 2016 | Mejor Vídeo Pop                          | «I Know What You Did Last Summer» | Ganador   | [ 60 ] [ 61 ]   |
| iHeartRadio Much Music Video Awards | 2016 | Vídeo Favorito                           | «I Know What You Did Last Summer» | Ganador   | [ 60 ] [ 61 ]   |
| iHeartRadio Much Music Video Awards | 2016 | Canadiense más Exitoso                   | Shawn Mendes                      | Nominado  | [ 60 ] [ 61 ]   |
| iHeartRadio Much Music Video Awards | 2016 | Artista o Grupo Favorito                 | Shawn Mendes                      | Nominado  | [ 60 ] [ 61 ]   |
| iHeartRadio Much Music Video Awards | 2016 | Sencillo del Año                         | «Stitches»                        | Nominado  | [ 60 ] [ 61 ]   |
| iHeartRadio Much Music Video Awards | 2017 | Vídeo del Año                            | «Mercy»                           | Nominado  | [ 62 ]          |
| iHeartRadio Much Music Video Awards | 2017 | Mejor Vídeo Pop                          | «Mercy»                           | Ganador   | [ 62 ]          |
| iHeartRadio Much Music Video Awards | 2017 | Canadiense más Exitoso                   | Shawn Mendes                      | Nominado  | [ 62 ]          |
| iHeartRadio Much Music Video Awards | 2017 | Artista o Grupo Favorito                 | Shawn Mendes                      | Nominado  | [ 62 ]          |
| iHeartRadio Much Music Video Awards | 2018 | Mejor Artista Pop                        | Shawn Mendes                      | Ganador   | [ 63 ]          |
| iHeartRadio Much Music Video Awards | 2018 | Artista del Año                          | Shawn Mendes                      | Ganador   | [ 63 ]          |
| iHeartRadio Much Music Video Awards | 2018 | Mejor Dirección                          | «In My Blood»                     | Nominado  | [ 63 ]          |
| iHeartRadio Much Music Video Awards | 2018 | Mejor Colaboración                       | «Youth»                           | Nominado  | [ 63 ]          |
| iHeartRadio Much Music Video Awards | 2018 | Artista Favorito                         | Shawn Mendes                      | Ganador   | [ 63 ]          |
| iHeartRadio Much Music Video Awards | 2018 | Vídeo del Año                            | «In My Blood»                     | Nominado  | [ 63 ]          |
| iHeartRadio Much Music Video Awards | 2018 | Vídeo Favorito                           | «In My Blood»                     | Ganador   | [ 63 ]          |
| iHeartRadio Much Music Video Awards | 2018 | Sencillo Favorito                        | «In My Blood»                     | Nominado  | [ 63 ]          |
| iHeartRadio Music Awards            | 2015 | Mejores Admiradores                      | Shawn Mendes                      | Nominado  | [ 64 ]          |
| iHeartRadio Music Awards            | 2016 | Mejor Artista Nuevo                      | Shawn Mendes                      | Nominado  | [ 65 ]          |
| iHeartRadio Music Awards            | 2016 | Mejores Admiradores                      | Shawn Mendes                      | Nominado  | [ 65 ]          |
| iHeartRadio Music Awards            | 2017 | Artista Masculino del Año                | Shawn Mendes                      | Nominado  | [ 66 ]          |
| iHeartRadio Music Awards            | 2017 | Mejor Versión                            | «Here»                            | Nominado  | [ 66 ]          |
| iHeartRadio Music Awards            | 2017 | Mejores Admiradores                      | Shawn Mendes                      | Nominado  | [ 66 ]          |
| iHeartRadio Music Awards            | 2018 | Artista Masculino del Año                | Shawn Mendes                      | Nominado  | [ 67 ]          |
| iHeartRadio Music Awards            | 2018 | Mejores Admiradores                      | Shawn Mendes                      | Nominado  | [ 67 ]          |
| iHeartRadio Music Awards            | 2018 | Mejor Versión                            | «All We Got»                      | Nominado  | [ 67 ]          |
| iHeartRadio Music Awards            | 2018 | Mejor Videoclip                          | «There's Nothing Holdin' Me Back» | Nominado  | [ 67 ]          |
| iHeartRadio Music Awards            | 2018 | Mejor Letra                              | «There's Nothing Holdin' Me Back» | Nominado  | [ 67 ]          |
| iHeartRadio Music Awards            | 2019 | Artista Masculino del Año                | Shawn Mendes                      | Nominado  | [ 68 ]          |
| iHeartRadio Music Awards            | 2019 | Mejores Admiradores                      | Shawn Mendes                      | Nominado  | [ 68 ]          |
| iHeartRadio Music Awards            | 2019 | Mejor Letra                              | «In My Blood»                     | Nominado  | [ 68 ]          |
| iHeartRadio Music Awards            | 2019 | Mejor Versión                            | «Under Pressure»                  | Nominado  | [ 68 ]          |
| iHeartRadio Music Awards            | 2019 | Canción que nos dejó impactados          | «Youth»                           | Nominado  | [ 68 ]          |
| iHeartRadio Music Awards            | 2020 | Artista Masculino del Año                | Shawn Mendes                      | Nominado  | [ 69 ]          |
| iHeartRadio Music Awards            | 2020 | Mejores Admiradores                      | Shawn Mendes                      | Nominado  | [ 69 ]          |
| iHeartRadio Music Awards            | 2020 | Mejor Colaboración                       | «Señorita»                        | Ganador   | [ 69 ]          |
| iHeartRadio Music Awards            | 2020 | Canción del Año                          | «Señorita»                        | Nominado  | [ 69 ]          |
| iHeartRadio Music Awards            | 2020 | Mejor Letra                              | «Señorita»                        | Nominado  | [ 69 ]          |
| iHeartRadio Music Awards            | 2020 | Mejor Videoclip                          | «Señorita»                        | Nominado  | [ 69 ]          |
| iHeartRadio Music Awards            | 2020 | Mejor Remezcla                           | «Lover (Remix)»                   | Nominado  | [ 69 ]          |
| iHeartRadio Music Awards            | 2021 | Mejores Admiradores                      | Shawn Mendes                      | Nominado  | [ 70 ] [ 71 ]   |
| iHeartRadio Music Awards            | 2021 | Mejor Versión                            | «Can't Take My Eyes Off You»      | Nominado  | [ 70 ] [ 71 ]   |
| Juno Awards                         | 2015 | Artista Revelación del Año               | Shawn Mendes                      | Nominado  | [ 72 ]          |
| Juno Awards                         | 2016 | Artista del Año                          | Nominado                          | [ 73 ]    |                 |
| Juno Awards                         | 2016 | Premio del Público                       | Nominado                          | [ 73 ]    |                 |
| Juno Awards                         | 2016 | Álbum del Año                            | Handwritten                       | [ 73 ]    | Nominado        |
| Juno Awards                         | 2016 | Álbum Pop del Año                        | Handwritten                       | [ 73 ]    | Nominado        |
| Juno Awards                         | 2017 | Artista del Año                          | Shawn Mendes                      | Nominado  | [ 74 ]          |
| Juno Awards                         | 2017 | Premio del Público                       | Shawn Mendes                      | Ganador   | [ 74 ]          |
| Juno Awards                         | 2017 | Álbum del Año                            | Illuminate                        | Nominado  | [ 74 ]          |
| Juno Awards                         | 2017 | Álbum Pop del Año                        | Illuminate                        | Nominado  | [ 74 ]          |
| Juno Awards                         | 2017 | Sencillo del Año                         | «Treat You Better»                | Nominado  | [ 74 ]          |
| Juno Awards                         | 2018 | Premio del Público                       | Shawn Mendes                      | Ganador   | [ 75 ]          |
| Juno Awards                         | 2018 | Sencillo del Año                         | «There's Nothing Holdin' Me Back» | Ganador   | [ 75 ]          |
| Juno Awards                         | 2019 | Premio del Público                       | Shawn Mendes                      | Nominado  | [ 76 ]          |
| Juno Awards                         | 2019 | Artista del Año                          | Shawn Mendes                      | Ganador   | [ 76 ]          |
| Juno Awards                         | 2019 | Compositor del Año                       | Shawn Mendes                      | Ganador   | [ 76 ]          |
| Juno Awards                         | 2019 | Álbum del Año                            | Shawn Mendes                      | Ganador   | [ 76 ]          |
| Juno Awards                         | 2019 | Álbum Pop del Año                        | Shawn Mendes                      | Ganador   | [ 76 ]          |
| Juno Awards                         | 2019 | Sencillo del Año                         | «In My Blood»                     | Ganador   | [ 76 ]          |
| Juno Awards                         | 2020 | Sencillo del Año                         | «Señorita»                        | Ganador   | [ 77 ] [ 78 ]   |
| Juno Awards                         | 2020 | Artista del Año                          | Shawn Mendes                      | Ganador   | [ 77 ] [ 78 ]   |
| Juno Awards                         | 2020 | Premio del Público                       | Shawn Mendes                      | Nominado  | [ 77 ] [ 78 ]   |
| Juno Awards                         | 2021 | Premio del Público                       | Shawn Mendes                      | Ganador   | [ 79 ]          |
| MTV Europe Music Awards             | 2015 | Mejor Artista Nuevo                      | Shawn Mendes                      | Ganador   | [ 80 ]          |
| MTV Europe Music Awards             | 2015 | Mejor Artista Push                       | Shawn Mendes                      | Ganador   | [ 80 ]          |
| MTV Europe Music Awards             | 2015 | Mejor Artista de Canadá                  | Shawn Mendes                      | Nominado  | [ 80 ]          |
| MTV Europe Music Awards             | 2016 | Mejor Artista Masculino                  | Shawn Mendes                      | Ganador   | [ 81 ]          |
| MTV Europe Music Awards             | 2016 | Mejor Artista Pop                        | Shawn Mendes                      | Nominado  | [ 81 ]          |
| MTV Europe Music Awards             | 2016 | Mejores Admiradores                      | Shawn Mendes                      | Nominado  | [ 81 ]          |
| MTV Europe Music Awards             | 2016 | Mejor Artista de Canadá                  | Shawn Mendes                      | Nominado  | [ 81 ]          |
| MTV Europe Music Awards             | 2016 | Mejor Artista Mundial                    | Shawn Mendes                      | Ganador   | [ 81 ]          |
| MTV Europe Music Awards             | 2017 | Mejor Artista                            | Shawn Mendes                      | Ganador   | [ 82 ]          |
| MTV Europe Music Awards             | 2017 | Mejor Artista Pop                        | Shawn Mendes                      | Nominado  | [ 82 ]          |
| MTV Europe Music Awards             | 2017 | Mejores Admiradores                      | Shawn Mendes                      | Ganador   | [ 82 ]          |
| MTV Europe Music Awards             | 2017 | Mejor Artista de Canadá                  | Shawn Mendes                      | Ganador   | [ 82 ]          |
| MTV Europe Music Awards             | 2017 | Mejor Canción                            | «There's Nothing Holdin' Me Back» | Ganador   | [ 82 ]          |
| MTV Europe Music Awards             | 2018 | Mejor Artista Pop                        | Shawn Mendes                      | Nominado  | [ 83 ]          |
| MTV Europe Music Awards             | 2018 | Mejor Artista en Vivo                    | Shawn Mendes                      | Ganador   | [ 83 ]          |
| MTV Europe Music Awards             | 2018 | Mejores Admiradores                      | Shawn Mendes                      | Nominado  | [ 83 ]          |
| MTV Europe Music Awards             | 2018 | Mejor Artista de Canadá                  | Shawn Mendes                      | Ganador   | [ 83 ]          |
| MTV Europe Music Awards             | 2019 | Mejor Artista                            | Shawn Mendes                      | Ganador   | [ 84 ]          |
| MTV Europe Music Awards             | 2019 | Mejor Artista Pop                        | Shawn Mendes                      | Nominado  | [ 84 ]          |
| MTV Europe Music Awards             | 2019 | Mejor Artista de Canadá                  | Shawn Mendes                      | Nominado  | [ 84 ]          |
| MTV Europe Music Awards             | 2019 | Mejores Admiradores                      | Shawn Mendes                      | Nominado  | [ 84 ]          |
| MTV Europe Music Awards             | 2019 | Mejor Canción                            | «Señorita»                        | Nominado  | [ 84 ]          |
| MTV Europe Music Awards             | 2019 | Mejor Colaboración                       | «Señorita»                        | Nominado  | [ 84 ]          |
| MTV Europe Music Awards             | 2021 | Mejor Artista de Canadá                  | Shawn Mendes                      | Nominado  | [ 85 ]          |
| MTV Video Music Awards              | 2017 | Mejor Vídeo Pop                          | «Treat You Better»                | Nominado  | [ 86 ]          |
| MTV Video Music Awards              | 2017 | Canción del Verano                       | «There's Nothing Holdin' Me Back» | Nominado  | [ 86 ]          |
| MTV Video Music Awards              | 2018 | Mejor Vídeo Pop                          | «In My Blood»                     | Nominado  | [ 87 ]          |
| MTV Video Music Awards              | 2018 | Mejor Cinematografía                     | «In My Blood»                     | Nominado  | [ 87 ]          |
| MTV Video Music Awards              | 2018 | Mejor Dirección                          | «In My Blood»                     | Nominado  | [ 87 ]          |
| MTV Video Music Awards              | 2019 | Artista del Año                          | Shawn Mendes                      | Nominado  | [ 88 ] [ 89 ]   |
| MTV Video Music Awards              | 2019 | Mejor Colaboración                       | «Señorita»                        | Ganador   | [ 88 ] [ 89 ]   |
| MTV Video Music Awards              | 2019 | Mejor Cinematografía                     | «Señorita»                        | Ganador   | [ 88 ] [ 89 ]   |
| MTV Video Music Awards              | 2019 | Mejor Dirección Artística                | «Señorita»                        | Nominado  | [ 88 ] [ 89 ]   |
| MTV Video Music Awards              | 2019 | Mejor Coreografía                        | «Señorita»                        | Nominado  | [ 88 ] [ 89 ]   |
| MTV Video Music Awards              | 2019 | Canción del Verano                       | «Señorita»                        | Nominado  | [ 88 ] [ 89 ]   |
| MTV Video Music Awards              | 2021 | Mejor Vídeo Pop                          | «Wonder»                          | Nominado  | [ 90 ] [ 91 ]   |
| MTV Video Music Awards              | 2021 | Canción del Verano                       | «Summer of Love»                  | Nominado  | [ 90 ] [ 91 ]   |
| MTV Video Music Awards Japan        | 2017 | Mejor Artista Nuevo Internacional        | Shawn Mendes                      | Ganador   | [ 92 ]          |
| MTV Video Music Awards Japan        | 2018 | Mejor Vídeo Masculino Internacional      | «In My Blood»                     | Ganador   | [ 93 ]          |
| MTV Video Music Awards Japan        | 2018 | Vídeo del Año                            | «In My Blood»                     | Nominado  | [ 93 ]          |
| People's Choice Awards              | 2016 | Artista Revelación Favorito              | Shawn Mendes                      | Ganador   | [ 94 ]          |
| People's Choice Awards              | 2017 | Artista Masculino Favorito               | Shawn Mendes                      | Nominado  | [ 95 ]          |
| People's Choice Awards              | 2018 | Artista Masculino del 2018               | Shawn Mendes                      | Ganador   | [ 96 ]          |
| People's Choice Awards              | 2018 | Artista Canadiense del 2018              | Shawn Mendes                      | Nominado  | [ 96 ]          |
| People's Choice Awards              | 2018 | Álbum del 2018                           | Shawn Mendes                      | Nominado  | [ 96 ]          |
| People's Choice Awards              | 2018 | Canción del 2018                         | «In My Blood»                     | Nominado  | [ 96 ]          |
| People's Choice Awards              | 2019 | Artista Masculino del 2019               | Shawn Mendes                      | Ganador   | [ 97 ]          |
| People's Choice Awards              | 2019 | Celebridad de Redes Sociales del 2019    | Shawn Mendes                      | Nominado  | [ 97 ]          |
| People's Choice Awards              | 2019 | Canción del 2019                         | «Señorita»                        | Ganador   | [ 97 ]          |
| People's Choice Awards              | 2019 | Videoclip del 2019                       | «Señorita»                        | Nominado  | [ 97 ]          |
| People's Choice Awards              | 2021 | El Artista Masculino de 2021             | Shawn Mendes                      | Pendiente | [ 98 ]          |
| Radio Disney Music Awards           | 2015 | Mejor Artista Nuevo                      | Shawn Mendes                      | Nominado  | [ 99 ]          |
| Radio Disney Music Awards           | 2016 | Mejor Artista Masculino                  | Shawn Mendes                      | Nominado  | [ 100 ]         |
| Radio Disney Music Awards           | 2016 | Canción del Año                          | «Stitches»                        | Nominado  | [ 100 ]         |
| Radio Disney Music Awards           | 2016 | Mejor Canción de Ruptura                 | «Stitches»                        | Nominado  | [ 100 ]         |
| Radio Disney Music Awards           | 2017 | Mejor Artista Masculino                  | Shawn Mendes                      | Nominado  | [ 101 ]         |
| Radio Disney Music Awards           | 2017 | Mejores Admiradores                      | Shawn Mendes                      | Nominado  | [ 101 ]         |
| Radio Disney Music Awards           | 2017 | Canción del Año                          | «Treat You Better»                | Ganador   | [ 101 ]         |
| Radio Disney Music Awards           | 2018 | Mejor Artista                            | Shawn Mendes                      | Ganador   | [ 102 ]         |
| Radio Disney Music Awards           | 2018 | Mejores Admiradores                      | Shawn Mendes                      | Nominado  | [ 102 ]         |
| Radio Disney Music Awards           | 2018 | Canción del Año                          | «There's Nothing Holdin' Me Back» | Nominado  | [ 102 ]         |
| Teen Choice Awards                  | 2014 | Mejor Viner                              | Shawn Mendes                      | Nominado  | [ 103 ]         |
| Teen Choice Awards                  | 2014 | Mejor Estrella Masculina de la Web       | Shawn Mendes                      | Nominado  | [ 103 ]         |
| Teen Choice Awards                  | 2014 | Mejor Estrella Musical de la Web         | Shawn Mendes                      | Ganador   | [ 103 ]         |
| Teen Choice Awards                  | 2015 | Mejor Estrella Musical de la Web         | Shawn Mendes                      | Ganador   | [ 104 ]         |
| Teen Choice Awards                  | 2015 | Mejor Artista Masculino                  | Shawn Mendes                      | Nominado  | [ 104 ]         |
| Teen Choice Awards                  | 2015 | Mejor Artista Masculino del Verano       | Shawn Mendes                      | Nominado  | [ 104 ]         |
| Teen Choice Awards                  | 2015 | Mejor Canción Masculina                  | «Stitches»                        | Nominado  | [ 104 ]         |
| Teen Choice Awards                  | 2015 | Mejor Canción de una Película o Serie    | «Believe»                         | Nominado  | [ 104 ]         |
| Teen Choice Awards                  | 2016 | Mejor Artista Masculino                  | Shawn Mendes                      | Nominado  | [ 105 ]         |
| Teen Choice Awards                  | 2016 | Mejor Artista Masculino del Verano       | Shawn Mendes                      | Nominado  | [ 105 ]         |
| Teen Choice Awards                  | 2016 | Mejor Canción de Ruptura                 | «I Know What You Did Last Summer» | Nominado  | [ 105 ]         |
| Teen Choice Awards                  | 2016 | Mejor Gira del Verano                    | Shawn Mendes World Tour           | Nominado  | [ 105 ]         |
| Teen Choice Awards                  | 2017 | Mejor Artista Masculino                  | Shawn Mendes                      | Nominado  | [ 106 ] [ 107 ] |
| Teen Choice Awards                  | 2017 | Mejor Artista Masculino del Verano       | Shawn Mendes                      | Ganador   | [ 106 ] [ 107 ] |
| Teen Choice Awards                  | 2017 | Hombre más Atractivo                     | Shawn Mendes                      | Ganador   | [ 106 ] [ 107 ] |
| Teen Choice Awards                  | 2017 | Mejor Gira del Verano                    | Illuminate World Tour             | Nominado  | [ 106 ] [ 107 ] |
| Teen Choice Awards                  | 2018 | Mejor Artista Masculino                  | Shawn Mendes                      | Nominado  | [ 108 ]         |
| Teen Choice Awards                  | 2018 | Mejor Artista Masculino del Verano       | Shawn Mendes                      | Ganador   | [ 108 ]         |
| Teen Choice Awards                  | 2018 | Hombre más Atractivo                     | Shawn Mendes                      | Nominado  | [ 108 ]         |
| Teen Choice Awards                  | 2018 | Mejor Canción Pop                        | «In My Blood»                     | Ganador   | [ 108 ]         |
| Teen Choice Awards                  | 2019 | Mejor Artista Masculino                  | Shawn Mendes                      | Ganador   | [ 109 ] [ 110 ] |
| Teen Choice Awards                  | 2019 | Mejor Artista Masculino del Verano       | Shawn Mendes                      | Ganador   | [ 109 ] [ 110 ] |
| Teen Choice Awards                  | 2019 | Mejor Canción Masculina                  | «If I Can't Have You»             | Nominado  | [ 109 ] [ 110 ] |
| Teen Choice Awards                  | 2019 | Mejor Canción del Verano                 | «Señorita»                        | Ganador   | [ 109 ] [ 110 ] |
| Teen Choice Awards                  | 2019 | Mejor Gira del Verano                    | Shawn Mendes: The Tour            | Nominado  | [ 109 ] [ 110 ] |